# Ménil-Annelles
 Ménil-Annelles  là một xã ở tỉnh Ardennes, thuộc vùng Grand Est ở phía bắc nước Pháp.